# Kanton Huriel
Der Kanton Huriel ist ein französischer Wahlkfreis im Département Allier in der Region Auvergne-Rhône-Alpes. Er umfasst 29 Gemeinden in den Arrondissements Montluçon und Moulins. Sein bureau centralisateur ist in Huriel.

## Gemeinden
Der Kanton besteht aus 29 Gemeinden mit insgesamt 15.615 Einwohnern (Stand: 1. Januar 2022) auf einer Gesamtfläche von 813,68 km²:
| Gemeinde            | Einwohner 1. Januar 2022 | Fläche km² | Dichte Einw./km² | Code INSEE | Postleitzahl | Arrondissement |
| ------------------- | ------------------------ | ---------- | ---------------- | ---------- | ------------ | -------------- |
| Archignat           | 336                      | 24,35      | 14               | 03005      | 03380        | Montluçon      |
| Audes               | 408                      | 28,26      | 14               | 03010      | 03190        | Montluçon      |
| Bizeneuille         | 300                      | 29,75      | 10               | 03031      | 03170        | Montluçon      |
| Chambérat           | 279                      | 28,37      | 10               | 03051      | 03370        | Montluçon      |
| Chazemais           | 504                      | 29,10      | 17               | 03072      | 03370        | Montluçon      |
| Cosne-d’Allier      | 2.013                    | 25,29      | 80               | 03084      | 03430        | Montluçon      |
| Courçais            | 309                      | 26,51      | 12               | 03088      | 03370        | Montluçon      |
| Estivareilles       | 1.114                    | 11,27      | 99               | 03111      | 03190        | Montluçon      |
| Haut-Bocage         | 850                      | 70,64      | 12               | 03158      | 03190        | Montluçon      |
| Hérisson            | 564                      | 32,57      | 17               | 03127      | 03190        | Montluçon      |
| Huriel              | 2.568                    | 34,92      | 74               | 03128      | 03380        | Montluçon      |
| La Chapelaude       | 941                      | 28,60      | 33               | 03055      | 03380        | Montluçon      |
| Le Brethon          | 324                      | 44,61      | 7                | 03041      | 03350        | Montluçon      |
| Louroux-Bourbonnais | 206                      | 33,02      | 6                | 03150      | 03350        | Moulins        |
| Mesples             | 125                      | 15,30      | 8                | 03172      | 03370        | Montluçon      |
| Nassigny            | 195                      | 18,32      | 11               | 03193      | 03190        | Montluçon      |
| Reugny              | 262                      | 7,66       | 34               | 03213      | 03190        | Montluçon      |
| Saint-Caprais       | 97                       | 20,14      | 5                | 03222      | 03190        | Montluçon      |
| Saint-Désiré        | 429                      | 41,89      | 10               | 03225      | 03370        | Montluçon      |
| Saint-Éloy-d’Allier | 56                       | 12,83      | 4                | 03228      | 03370        | Montluçon      |
| Saint-Martinien     | 595                      | 25,48      | 23               | 03246      | 03380        | Montluçon      |
| Saint-Palais        | 157                      | 20,30      | 8                | 03249      | 03370        | Montluçon      |
| Saint-Sauvier       | 324                      | 31,47      | 10               | 03259      | 03370        | Montluçon      |
| Sauvagny            | 83                       | 19,41      | 4                | 03269      | 03430        | Montluçon      |
| Tortezais           | 175                      | 24,11      | 7                | 03285      | 03430        | Montluçon      |
| Treignat            | 416                      | 28,94      | 14               | 03288      | 03380        | Montluçon      |
| Vallon-en-Sully     | 1.468                    | 38,02      | 39               | 03297      | 03190        | Montluçon      |
| Venas               | 224                      | 32,15      | 7                | 03303      | 03190        | Montluçon      |
| Viplaix             | 293                      | 30,40      | 10               | 03317      | 03370        | Montluçon      |
| Kanton Huriel       | 15.615                   | 813,68     | 19               | 0307       | –            | –              |

## Veränderungen im Gemeindebestand seit der landesweiten Neuordnung der Kantone
2016: Fusion Givarlais, Louroux-Hodement und Maillet → Haut-Bocage

## Geschichte
Der Kanton Huriel wurde am 4. März 1790 im Zuge der Einrichtung der Départements als Teil des damaligen District de Mont-Luçon geschaffen. Mit der Gründung der Arrondissements am 17. Februar 1800 wurde der Kanton dem neuen Arrondissement Montluçon zugeordnet und neu zugeschnitten.
Die landesweite Neuordnung der französischen Kantone brachte im Jahr 2015 eine erhebliche Erweiterung von 14 auf 31 Gemeinden. Die 14 Gemeinden vor der Neuordnung waren Archignat, Chambérat, Chazemais, Courçais, Huriel, La Chapelaude, Mesples, Saint-Désiré, Saint-Éloy-d’Allier, Saint-Martinien, Saint-Palais, Saint-Sauvier, Treignat und Viplaix. Sein Zuschnitt entsprach einer Fläche von 378,46 km2. Er besaß vor 2015 einen anderen INSEE-Code als heute, nämlich 0313.

### Einwohnerentwicklung
| Jahr | Einwohner |
| ---- | --------- |
| 1962 | 8.373     |
| 1968 | 8.856     |
| 1975 | 7.706     |
| 1982 | 7.425     |
| 1990 | 7.554     |
| 1999 | 7.153     |
| 2006 | 7.310     |
| 2011 | 7.621     |

## Politik
| Vertreter im Départementsrat | Vertreter im Départementsrat       | Vertreter im Départementsrat |
| Amtszeit                     | Namen                              | Partei                       |
| ---------------------------- | ---------------------------------- | ---------------------------- |
| 1994–2015                    | Michel Tabutin                     | PCF                          |
| 2015–                        | Séverine Fenouillet Michel Tabutin | –                            |